# Bochaganj
Bochaganj BCG (en bengali : বোচাগঞ্জ) est une upazila du Bangladesh dans le district de Dinajpur. En 1991, on y dénombrait 135 376 habitants.